# NOAA Hurricane Hunters
Die NOAA Hurricane Hunters sind eine US-amerikanische fliegende Einheit, die im Rahmen des Aircraft Operations Center (AOC) umweltrelevante und geografische Daten erfasst, insbesondere auch Daten zu aktiven Hurrikanen. Stationiert sind sie seit 1993 auf der MacDill Air Force Base in Tampa, Florida. Die Einheit ist dem National Oceanic and Atmospheric Administration (NOAA) unterstellt.

## Auftrag

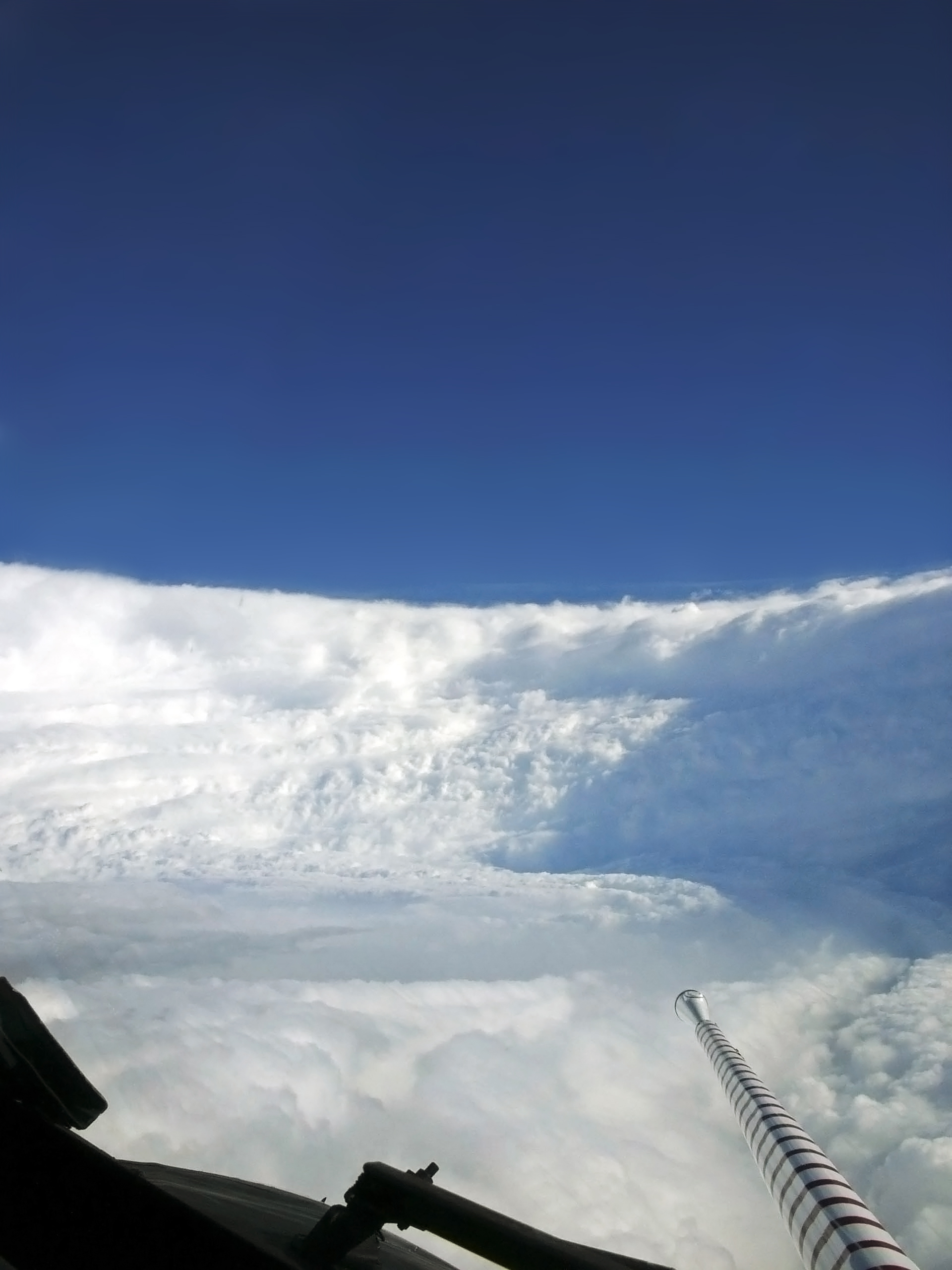
Auge von Hurrikan Katrina, aufgenommen aus einem NOAA Flugzeug, August 2005

Die NOAA Hurricane Hunters forschen mit speziell ausgerüsteten Flugzeugen, wie Lockheed WP-3D Orion, Gulfstream IV und Cessna Citation, um NOAA-Missionen zur Vorhersage von Veränderungen in der Umgebung der Erde und der Verwaltung von Küsten- und Meeresressourcen zu unterstützen. Dabei werden insbesondere Hurrikane durchflogen, um dabei Messdaten aufzuzeichnen und diese anschließend an Meteorologen und Wissenschaftler zur Weiterverarbeitung zu übermitteln. Weitere Aufgabe ist die Unterstützung von Forschungsprojekten, beispielsweise Studien hinsichtlich Ozeanwinden, Winterstürmen, Gewitterforschung, Küstenerosion und Luftchemie.

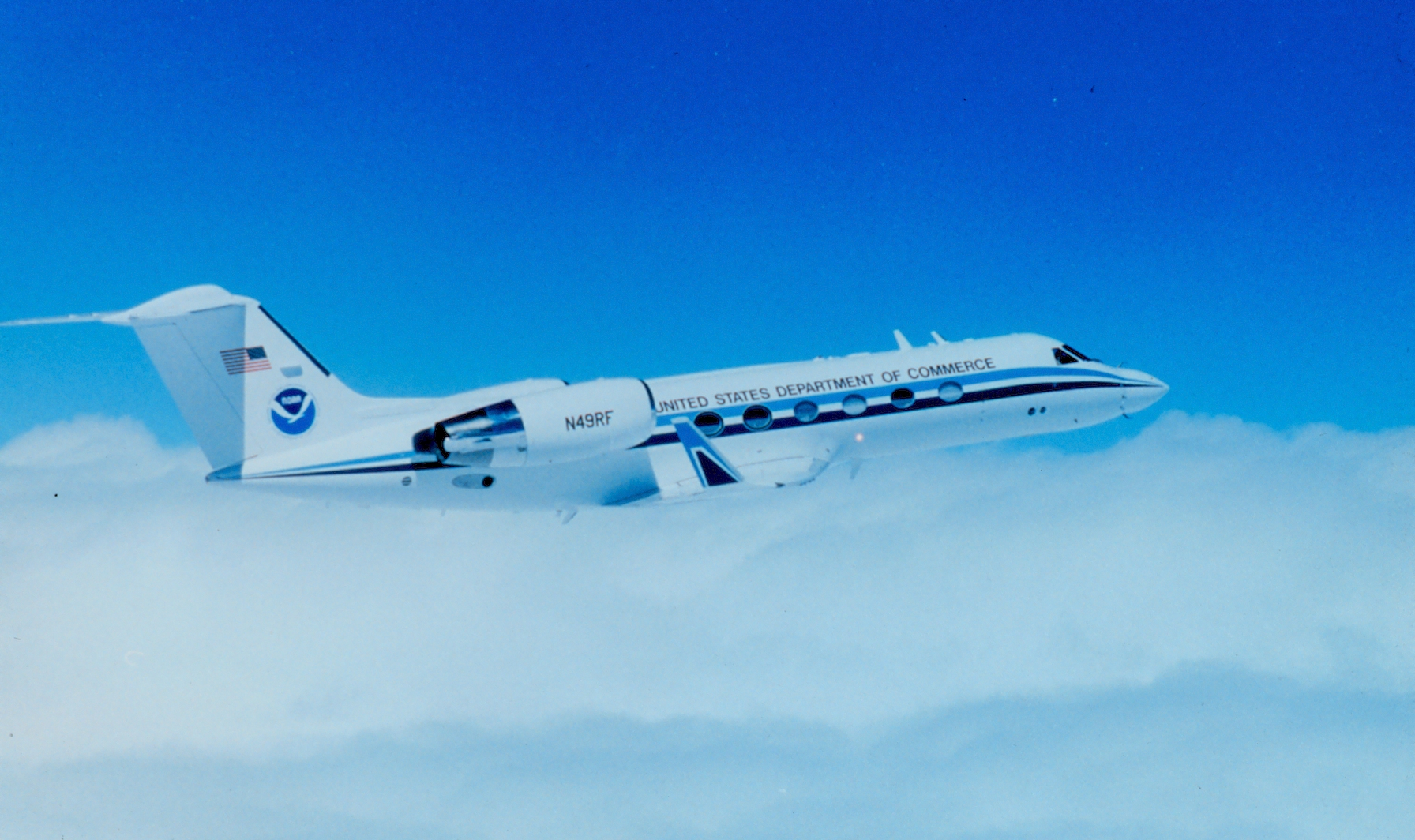
Gulfstream IV-SP „Gonzo“

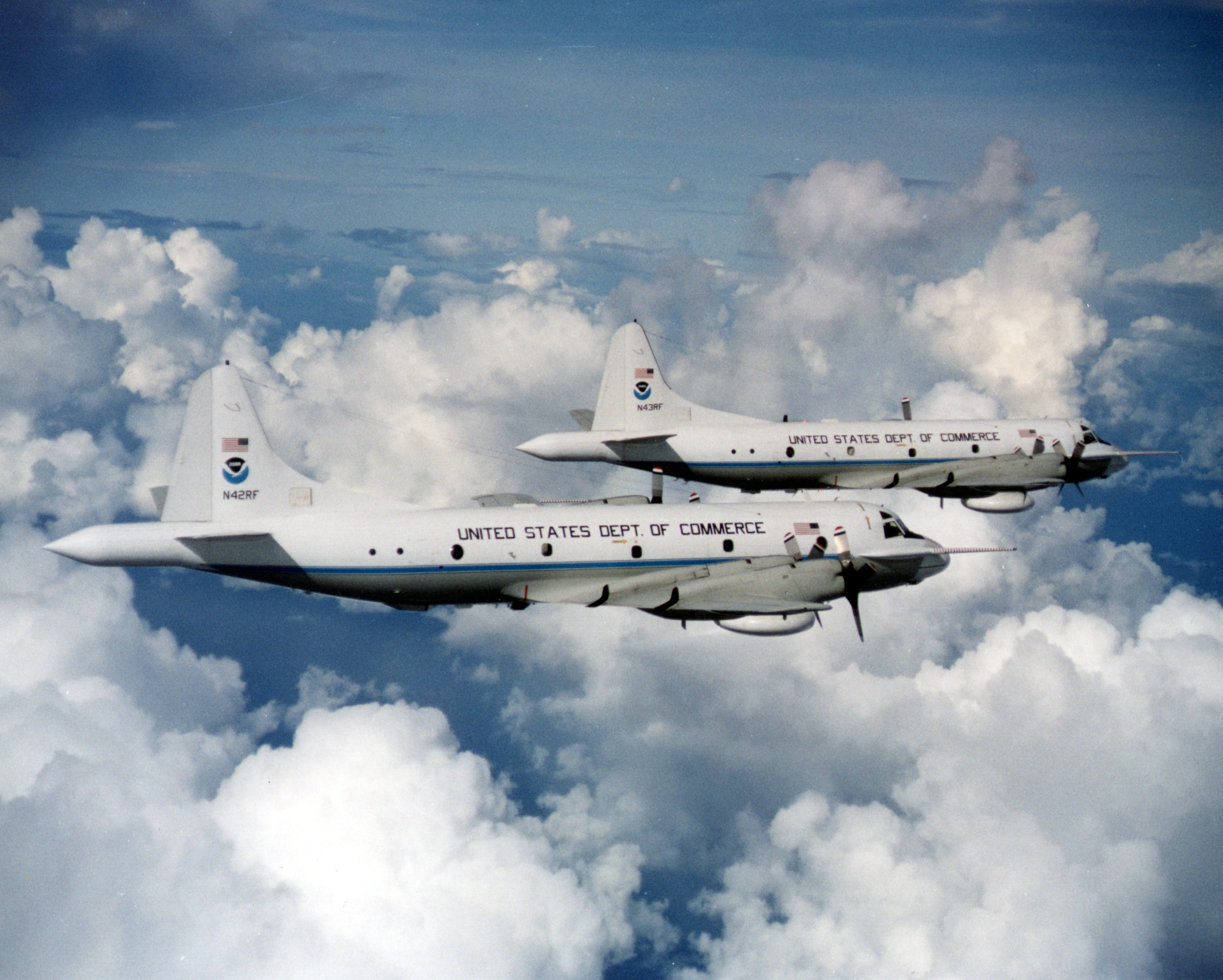
NOAA Lockheed P-3, „Miss Piggy“ und „Kermit“

## Mission
Die Mission lautet:
“To safely and efficiently operate NOAA ships and aircraft, incorporate emerging data acquisition technologies, and provide a specialized professional team responsive to NOAA programs.” (deutsch: „NOAA Schiffe und Flugzeuge sicher und effizient zu betreiben, integrierte  Datenerfassungs-Technologien zu integrieren und ein professionelles Team für NOAA-Programme bereitzuhalten.“)
Die Vision lautet:
“To be the best in class for sea and air operations and data acquisition for NOAA and the Nation.” (deutsch: „Die besten in Seeschifffahrt und Flugbetrieb sowie Datenerfassung zu sein. Für die NOAA und die Nation.“)